# Ferencz Győző (költő)
Ferencz Győző (Budapest, 1954. április 4. –) József Attila-díjas magyar költő, irodalomtörténész, műfordító, professor emeritus.

## Élete
Egyetemi tanulmányait az ELTE Bölcsészettudományi Karán magyar–angol szakán végezte 1973–1978 között. 1982-ben bölcsészdoktori, 1997-ben PhD fokozatot szerzett, 2010-ben „habilitált doktor” címet szerzett az irodalomtudományok tudományágában. 2014-ben egyetemi tanárrá nevezték ki.
1978–1982 között a Jedlik Ányos Gimnázium tanára volt. 1982–1985, illetve 1986–1993 között az Európa Könyvkiadóban dolgozott felelős szerkesztőként. 1985–1986-ban, majd 1993 és 2020 között az ELTE BTK Angol-Amerikai Intézetének Anglisztika Tanszékén angol, ír és amerikai költészeti kurzusokat vezetett. 2005 és 2009 között tanszékvezető, 2014 és 2020 között a Modern Angol és Amerikai Irodalom doktori program vezetője volt. 1980-tól tagja, 1990–1993 között titkára volt a Magyar Tudományos Akadémia Verstani Munkabizottságának. 1988–1992 között a belgiumi Leuvenben megjelenő Phi című nemzetközi költészeti folyóirat magyarországi levelezője volt. 1989–1991 között az Újhold-Évkönyv, 1993–2000 között a Nagyvilág című folyóirat szerkesztőségének tagja volt. 1998–2009 között a Népszabadság című napilap kritikusa volt.
1980 óta a Magyar PEN Club tagja. 1988–2004 között a Magyar Írószövetség tagja volt. 1989-től tagja a Magyar Alkotóművészek Országos Egyesülete Irodalmi Tagozatának. 2004-ben a Széchenyi Irodalmi és Művészeti Akadémia tagjává választották, 2009 óta az Akadémia ügyvezető elnöke. 2008 óta a Szépírók Társaságának tagja. 2012-ben az Academia Europaea tagjává választották.
1991-ben, illetve 1995–1996 között az egyesült államokbeli Oberlin College-ban (Ohio) Fulbright-ösztöndíjas volt. 1998–2002 között Széchenyi Professzori Ösztöndíjban részesült.
A Széchenyi Irodalmi és Művészeti Akadémia ügyvezető elnöke, posztjáról 2011. április 20-án lemondott, mivel méltánytalannak tartotta, hogy az „ellen-akadémia”, a Magyar Művészeti Akadémia nevesítve bekerült az új Alkotmányba. A tisztségre azonban még ugyanebben az évben, majd 2014-ben újraválasztották.

## Művei
- Ha nem lenne semmi nyom (versek; Kozmosz Könyvek, 1981)
- Omlásveszély (versek; Szépirodalmi, 1989)
- Két ív (versek, műfordítások; Magyar Írószövetség – Belvárosi Könyvkiadó, 1993)
- Gyakorlati verstan – verstani gyakorlatok (tankönyv; Tankönyvkiadó, 1994, második, javított kiadás: 1995)
- Magamtól egyre messzebb (válogatott versek; Tevan, 1997)
- A költészet mechanikája (tanulmányok; Tankönyvkiadó, 1997)
- Hol a költészet mostanában? (esszék; Nagyvilág, 1999)
- Alacsony ég alatt (összegyűjtött versek; Palatinus, 2000)
- Radnóti Miklós élete és költészete (kritikai életrajz; Osiris, 2005, második, javított és részlegesen bővített kiadás: 2009)
- Szakadás (versek; Sziget, 2010)
- Körvonalak a ködben. Tanulmányok a költészetről (L'Harmattan, 2014)
- Az alany mint tárgy. Kritikák és megemlékezések 1992–2013 (L'Harmattan, 2014)
- Ma reggel eltűnt a világ. Válogatott és új versek (Gondolat, 2018)

## Műfordításai
- John Donne: Negatív szerelem (1987)
- Tony Harrison: V. (2004)
- Medbh McGuckian: Remembering Seamus Heaney – Emlékezés Seamus Heaney-re (2016)
- Eiléan Ní Chuilleanáin: Seamus Heaney: The Escape from Thebes – Seamus Heaney: Menekülés Thébából (2018)
- Gabriel Fitzmaurice: Where History Meets Poetry: Local History and Its Reflection in the Ballad – Ahol történelem és költészet találkozik: A helytörténet tükröződése a balladákban. (2019)
- Tom Hubbard: The Emerald Passport: Seamus Heaney, Literature and Europe – A smaragd útlevél: Seamus Heaney, az irodalom és Európa (2022)

## Válogatásai, szerkesztései, szöveggondozásai
- George Szirtes: Versei (1987)
- Hart Crane: Mindenek neve (1989)
- Emily Dickinson: Versei (1989)
- Donne, Milton és az angol barokk költői (1989)
- Amerikai költők antológiája (1990)
- Amy Clampitt: Versei (1990)
- József Attila: Válogatott versek (1991)
- Petőfi Sándor: Válogatott versek (1991)
- Ezra Pound: Versei (1991)
- Robert Penn Warren: Az idő halála (1991)
- Babits Mihály: Válogatott versek (1992)
- Walt Whitman: Versei – Fűszálak (1992)
- Hang szólít (Isten-kereső versek a huszadik század világirodalmából) (1993)
- Vörösmarty Mihály: Versek – Csongor és Tünde (1993)
- Derek Walcott: A szerencsés utazó (1993)
- Radnóti Miklós: Válogatott versek (1994)
- The Lost Rider: A Bilingual Anthology. The Corvina Book of Hungarian Verse (Dávidházi Péterrel, Kúnos Lászlóval, Várady Szabolccsal, George Szirtessel közösen) (1997)
- Ágnes Nemes Nagy on Poetry. A Hungarian Perspective (John Hobbsszal közösen) (1999)
- Radnóti Miklós: Összegyűjtött versei és műfordításai (1999, második, javított kiadás 2002, harmadik, javított és bővített kiadás 2006)
- William Butler Yeats: Versei (2000)
- Percy Bysshe Shelley és John Keats: Versei (2000)
- Amerikai költők (2001)
- Byron, Shelley és Keats: Versei (2002)
- Edgar Allan Poe: Válogatott művei (2002)
- A magyar költészet antológiája (2003)
- Nemes Nagy Ágnes: Válogatott versek és esszék (2003)
- Kosztolányi Dezső: Válogatott versek (2003)
- Radnóti Miklós: Ikrek hava – Napló (2003)
- William Shakespeare: Dalok és szonettek (2003)
- Beatköltők (2004)
- Jánosy István: Összegyűjtött versek (2004)
- Szabó Lőrinc: Válogatott versek (2004)
- József Attila: Válogatott versek (2005)
- Skót balladák – Robert Burns versei (2006)
- Tandori Dezső: Válogatott versek (2006)
- Kálnoky László: Összegyűjtött versei (2007)
- Csokonai Vitéz Mihály: Válogatott versek (2007)
- Radnóti Miklós: Összegyűjtött prózai írásai (2007)
- Székely és csángó balladák (Szuhay Péterrel közösen) (2007)
- Légy ellenállás. In memoriam Babits Mihály (2008)
- Radnóti Miklós: Válogatott versek – Ikrek hava (2008)
- Dsida Jenő: Válogatott versek (2009)
- Ady Endre: A világosság lobogója alatt. Válogatott publicisztikai írások (2012)
- Radnóti Miklósné Gyarmati Fanni: Napló 1935-1946, I–II. (2014)
- Nemes Nagy Ágnes: Összegyűjtött versek (2016)
- Radnóti Miklós: Összegyűjtött versek (2016, javított utánnyomás: 2019, 2022)
- Radnóti Miklós: Bori notesz – abdai dokumentumok (2017)
- Radnóti Miklós: Napló (2018)
- Radnóti Miklós: Ikrek hava (2020)
- Presence Is No Island. Writings in Honour of William John Mc Cormack – A jelenlét nem sziget. Írások William John Mc Cormack tiszteletére (Vesztergom Janinával közösen) (2020)
- Ady Endre: Vízió a lápon. Válogatott versek (2021)
- Nemes Nagy Ágnes: „Maszk nem takarta már”. Fényképek és írások (2022)
- Nemes Nagy Ágnes: A névtelenek senkiföldje. Összegyűjtött tanulmányok, esszék (2022)
- Nemes Nagy Ágnes: Szilánkos fényjelek. Válogatott írások (2022)
- Radnóti Miklós: Összegyűjtött prózai írások (2022)

## Idegen nyelven
- As If… – Three Hungarian Poets: Zsuzsa Rakovszky, Győző Ferencz, George Gömöri (angol nyelven, George Szirtes fordítása) (1991)
- Minorotie Status (scots nyelven, Tom Hubbard fordítása) (2017)

## Díjak, elismerések
- Robert Graves-díj (1987)
- Soros Alapítvány díj (1989)
- Forintos-díj (1990)
- Déry Tibor-díj (1990)
- József Attila-díj (2000)
- Nemes Nagy Ágnes-díj (2001)
- Palládium díj (2006)
- Artisjus Irodalmi Nagydíj (2006)
- Radnóti Miklós antirasszista díj (2009)
- Pro Urbe Budapest (2010)
- Radnóti-díj (2010)
- Déry-jutalom (2014)
- A Magyar Érdemrend lovagkeresztje (2015)
- A Digitális Irodalmi Akadémia tagja (2019)